# Ali İhsan Sâbis
Ali İhsan Sâbis, également connu sous le nom d'Ali İhsan Pacha, (30 août 1882 - 9 décembre 1957) était le commandant de la sixième armée de l'Empire ottoman. Après la première guerre mondiale, il a été exilé à Malte par les forces d'occupation britanniques. Après son retour en Turquie, il a été nommé commandant de la Première armée de Turquie. Mais peu de temps avant la bataille de Dumlupınar, il se retira.

## Biographie
Il est né à Constantinople, dans le quartier de Cihangir. Après avoir terminé sa première école et l'école militaire de Beşiktaş, il entra à l'école de Topçu à Halıcıoğlu en 1895. Il a commencé l'Académie militaire en 1901 et a obtenu son premier diplôme en 1904.
Il a servi comme commandant de corps et d'armée pendant la Première Guerre mondiale dans le Caucase et en Irak. En 1916, lors du siège de Kut-el-Amara, il remporte une victoire contre l'armée britannique, qui est contre-attaquée sur le site de Sâbis. Il faisait partie des commandants des 9e, 4e et 13e corps. Il a reçu le grade de Mirliva en 1917.
Le 2 avril 1918, il a repris Van, que les Russes ont apporté en ruine, aux commandants arméniens. Il participe à la campagne d'Azerbaïdjan de l'armée islamique du Caucase sous le commandement de Nuri Killigil Pacha et prend Tabriz le 8 juin 1918. Il se retira en 1918 sur le site de Shahriban en Iran contre les forces britanniques et réussit à sauver son corps. En septembre de la même année, il a été nommé commandant de la 6e armée au lieu de Halil Pacha.
Son armée a été vaincue par les armées indo-britanniques conjointes et a rendu les restes de la sixième armée en octobre 1918 lors de la bataille de Sharqat, ce qui a permis aux Britanniques d'occuper Mossoul et de violer l'armistice de Moudros signé entre les empires britannique et ottoman quelques jours avant.
Ali Ihsan est également connu pour son rôle dans le génocide arménien. Tout en exerçant ses fonctions de commandant de la 51e division, les Arméniens qui appartenaient à ces unités ont été assassinés.
Après la guerre, il est arrêté à Konya le 23 février 1919 par les forces britanniques et devient l'un des premiers exilés à Malte. il était accusé de gérer les massacres chrétiens à Van, Mossoul et Ourmia et de tuer les prisonniers de guerre britanniques capturés après le siège de Kut-el-Amara. Ali İhsan a été libéré avec d'autres prisonniers turcs en juin 1921.

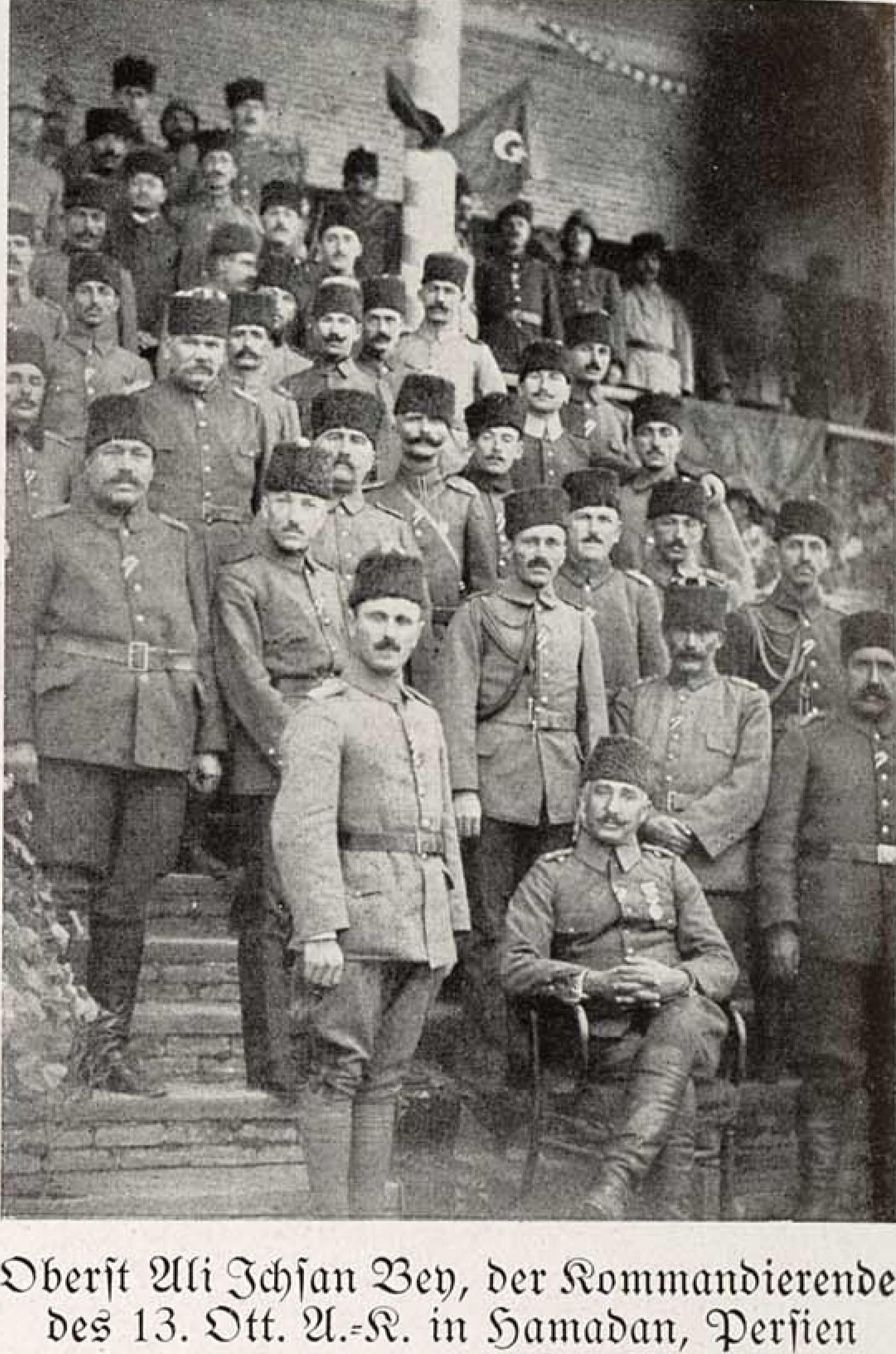
Le commandant du XIIIe Corps Ali İhsan Sâbis et ses hommes à Hamedan

À son retour, il rejoint la guerre d'Indépendance le 27 septembre 1921 et est nommé commandant de la 1re armée du Front occidental avec le grade de Mirliva. Il a été démis de ses fonctions de commandant en chef par Mustafa Kemal Pacha le 21 juin 1922 et a été mis à la retraite par la Grande Assemblée nationale turque avant la grande attaque au motif qu'il ne voulait pas être sous son commandement de İsmet Pasha et qu'il avait mené une propagande contre İsmet Pasha et Mustafa Kemal Pasha dans l'armée.
En 1954, il a été élu député d'Afyonkarahisar sur la liste du Parti démocrate et est devenu membre du 9e mandat de la Grande Assemblée nationale turque. Le député a duré un certain temps. Il est décédé en 1957.